# Liste der Monuments historiques in Fresnes (Côte-d’Or)
Die Liste der Monuments historiques in Fresnes führt die Monuments historiques in der französischen Gemeinde Fresnes auf.

## Liste der Immobilien
| Bezeichnung                 | Beschreibung            | Standort               | Kennzeichnung | Schutzstatus | Datum | Bild           |
| --------------------------- | ----------------------- | ---------------------- | ------------- | ------------ | ----- | -------------- |
| Kirche St-Pierre-et-St-Paul | aus dem 12. Jahrhundert | Rue de l’Eglise (Lage) | PA00112469    | Inscrit      | 2015  | weitere Bilder |

## Liste der Objekte
| Bezeichnung                                  | Beschreibung                                                                | Standort                                  | Kennzeichnung | Schutzstatus | Datum | Bild |
| -------------------------------------------- | --------------------------------------------------------------------------- | ----------------------------------------- | ------------- | ------------ | ----- | ---- |
| Gemälde Christus umgeben von den 12 Aposteln | Ölfarbe auf Holz, 16. Jahrhundert                                           | in der Kirche St-Pierre-et-St-Paul (Lage) | PM21001268    | Classé       | 1913  |      |
| Kruzifix                                     | Hoz, farbig gefasst und vergoldet, 17. Jahrhundert                          | in der Kirche St-Pierre-et-St-Paul (Lage) | PM21003539    | Inscrit      | 1975  |      |
| Hauptaltar                                   | Retabel und Tabernakel; Holz, farbig gefasst und vergoldet, 17. Jahrhundert | in der Kirche St-Pierre-et-St-Paul (Lage) | PM21003540    | Inscrit      | 1975  |      |
| Kirchenbänke                                 | Holz, 18. Jahrhundert                                                       | in der Kirche St-Pierre-et-St-Paul (Lage) | PM21003541    | Inscrit      | 1975  |      |